# Lo Graner
Lo Graner és una muntanya de 1.040 metres que es troba al municipi de la Morera de Montsant, a la comarca catalana del Priorat.